# Kniha roku Lidových novin 2014

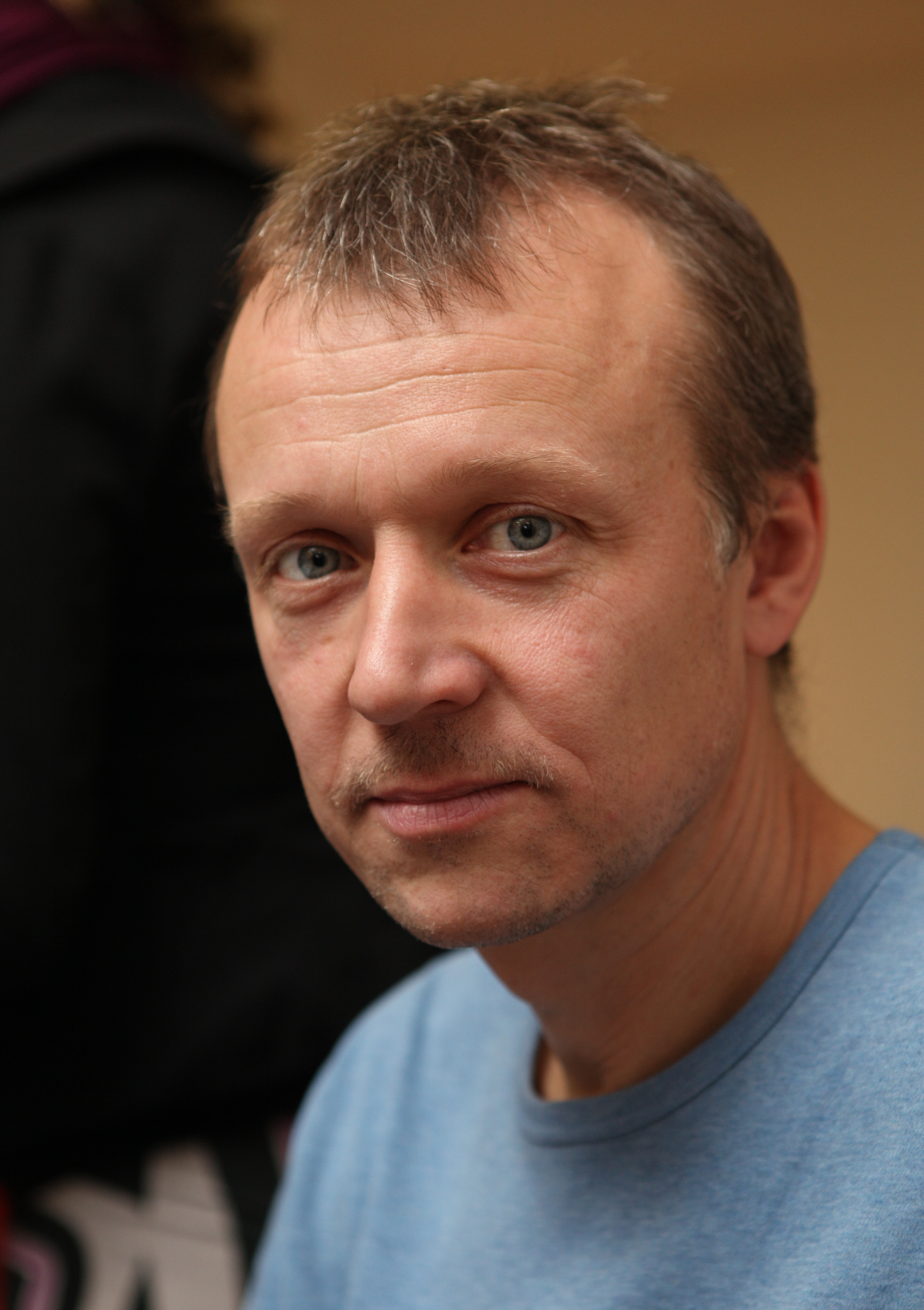
Martin Reiner

Kniha roku Lidových novin 2014 je 24. ročník od obnovení ankety Lidových novin o nejzajímavější knihu roku. Do ankety jsou také započítány hlasy pro knihy vydané koncem roku 2013. Lidové noviny oslovily kolem 400 respondentů, hlasovalo jich 205. Uzávěrka byla 30. listopadu 2014, výsledky vyšly ve speciální příloze novin v sobotu 13. prosince 2014.
V anketě zvítězil román Martina Reinera Básník. Román o Ivanu Blatném s 39 hlasy, což je v moderní historii ankety rekordní počet. Rekordní je také rozdíl 23 hlasů mezi prvním a druhým místem.

## Výsledky
1. Martin Reiner: Básník – 39 hlasů
2. Michael Žantovský: Havel – 16 hlasů
3. Lucie Tučková: Suzanne Renaud. Petrkov 13 – 14 hlasů
4. Eva Zábranová: Flashky – 13 hlasů
5. Václav Kahuda: Vítr, tma, přítomnost – 11 hlasů
6. Marek Šindelka: Mapa Anny – 10 hlasů
7.–8. Alice Horáčková: Vladimíra Čerepková. Beatnická femme fatale – 7 hlasů
7.–8. Petr Kotyk a další: Hlučná samota 1914/2014 – Sto let Bohumila Hrabala – 7 hlasů
9. Chaim Cigan: Altschulova metoda – 6 hlasů
10.–15. Daniel Kaiser: Prezident – 5 hlasů
10.–15. Emanuel Frynta: Eseje – 5 hlasů
10.–15. Jan Čermák a další: Kalevala Eliase Lönnrota a Josefa Holečka v moderní kritické perspektivě – 5 hlasů
10.–15. Josef Topol: O čem básník ví – 5 hlasů
10.–15. Joseph Conrad: Poznámky o životě a literatuře – 5 hlasů
10.–15. Pavel Kolmačka: Wittgenstein bije žáka – 5 hlasů